# Plebiscito comunal de Vitacura de 2009

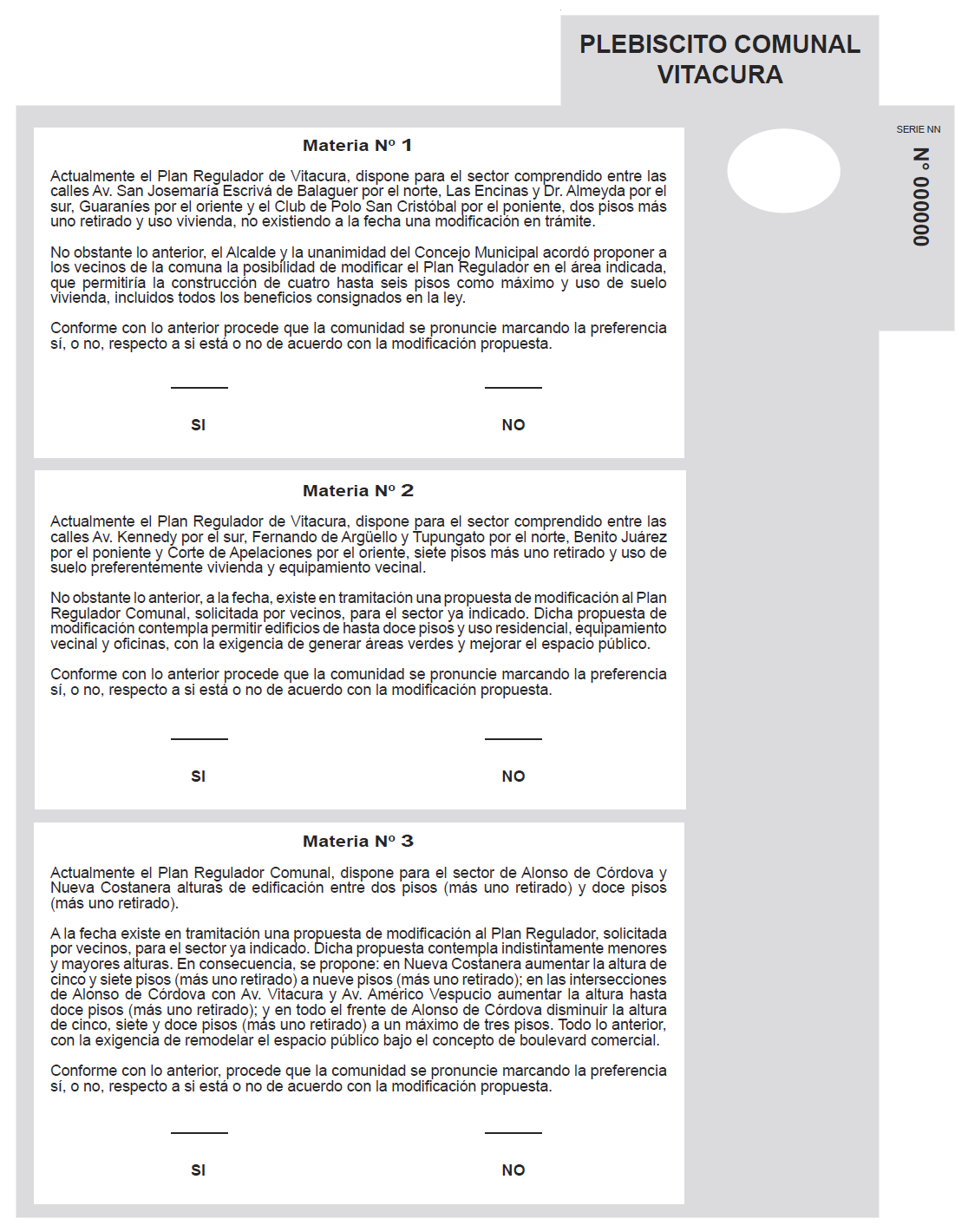
Voto utilizado en el plebiscito.

El plebiscito comunal de Vitacura fue una consulta ciudadana realizada en la comuna de Vitacura, Santiago de Chile, el día 15 de marzo de 2009, cuyo tema central fue la aprobación (mediante la opción «Sí») o rechazo (mediante la opción «No») de los vecinos a tres cambios en el plano regulador de la comuna. Este plebiscito es el primero de carácter oficial, obligatorio y vinculante realizado en una comuna de Chile, ya que estuvo respaldado por el Servicio Electoral.
La consulta dio por ganadora a la opción «No» en los tres sectores, lo que se consideró una derrota política del alcalde de la comuna, Raúl Torrealba (Renovación Nacional), por lo que incluso algunas personas le pidieron la renuncia al cargo, cosa que rechazó.

## Preguntas
El plebiscito consistía en preguntas sobre tres materias, a las que el votante debía marcar la preferencia «Sí» o «No». Las materias consultadas fueron:

### Materia 1
«Actualmente el Plan Regulador de Vitacura, dispone para el sector comprendido entre las calles Av. San Josemaria Escrivá de Balaguer por el norte, Las Encinas y Dr. Almeyda por el sur, Guaraníes por el oriente y el Club de Polo San Cristóbal por el poniente, dos pisos más uno retirado y uso vivienda, no existiendo a la fecha una modificación en trámite.
No obstante lo anterior, el alcalde y la unanimidad del Concejo Municipal acordó proponer a los vecinos de la comuna la posibilidad de modificar el Plan Regulador en el área indicada, que permitiría la construcción de cuatro hasta seis pisos como máximo y uso de suelo vivienda, incluidos todos los beneficios consignados en la ley.
Conforme con lo anterior procede que la comunidad se pronuncie marcando la preferencia sí, o no, respecto a si está o no de acuerdo con la modificación propuesta.»

### Materia 2
«Actualmente el Plan Regulador de Vitacura, dispone para el sector comprendido entre las calles Av. Kennedy por el sur, Fernando de Argüello y Tupungato por el norte, Benito Juárez por el poniente y Corte de Apelaciones por el oriente, siete pisos más uno retirado y uso de suelo preferentemente vivienda y equipamiento vecinal.
No obstante lo anterior, a la fecha, existe en tramitación una propuesta de modificación al Plan Regulador Comunal, solicitada por vecinos, para el sector ya indicado. Dicha propuesta de modificación contempla permitir edificios de hasta doce pisos y uso residencial, equipamiento vecinal y oficinas, con ia exigencia de generar áreas verdes y mejorar el espacio público.
Conforme con lo anterior procede que la comunidad se pronuncie marcando la preferencia sí, o no, respecto a si está o no de acuerdo con la modificación propuesta.»

### Materia 3
«Actualmente el Plan Regulador Comunal, dispone para el sector de Alonso de Córdova y Nueva Costanera alturas de edificación entre dos pisos (más uno retirado) y doce pisos (más uno retirado).
A la fecha existe en tramitación una propuesta de modificación al Plan Regulador, solicitada por vecinos, para el sector ya indicado. Dicha propuesta contempla indistintamente menores y mayores alturas. En consecuencia, se propone: en Nueva Costanera aumentar la altura de cinco y siete pisos (más uno retirado) a nueve pisos (más uno retirado); en las intersecciones de Alonso de Córdova con Av. Vitacura y Av. Américo Vespucio aumentar la altura hasta doce pisos (más uno retirado); y en todo el frente de Alonso de Córdova disminuir la altura de cinco, siete y doce pisos (más uno retirado) a un máximo de tres pisos. Todo lo anterior, con la exigencia de remodelar el espacio público bajo el concepto de bulevar comercial.
Conforme con lo anterior, procede que la comunidad se pronuncie marcando la preferencia sí, o no, respecto a si está o no de acuerdo con la modificación propuesta.»

## Resultados
Los resultados del plebiscito fueron:
| Pregunta  | Sí    | Sí    | No     | No    | Nulos | Blancos | Total  |
| Pregunta  | Votos | %     | Votos  | %     | Nulos | Blancos | Total  |
| --------- | ----- | ----- | ------ | ----- | ----- | ------- | ------ |
| Materia 1 | 6.928 | 20,24 | 27.296 | 79,76 | 367   | 640     | 35.231 |
| Materia 2 | 7.990 | 23,48 | 26.037 | 76,52 | 364   | 725     | 35.116 |
| Materia 3 | 9.963 | 29,59 | 23.707 | 70,41 | 337   | 1.141   | 35.148 |